# Grand Prix-wegrace van Frankrijk 1987
De Grand Prix-wegrace van Frankrijk 1987 was de achtste Grand Prix van het wereldkampioenschap wegrace-seizoen 1987. De races werden verreden op 19 juli 1987 op het Circuit Bugatti nabij Le Mans, Frankrijk. De 125cc-, de 250cc-, de 500cc- en de zijspanklasse kwamen aan de start. 

## Algemeen
Het Circuit Bugatti was sinds de Franse Grand Prix van 1985 gewijzigd door twee chicanes toe te voegen. De meningen van de coureurs waren hierover verdeeld: vooral de eerste chicane vonden sommigen gevaarlijk omdat er geremd moest worden terwijl men nog in een bocht lag. Christian Sarron vond het ook gevaarlijker, maar zijn broer Dominique vond het juist uitdagender. De races werden allemaal onder slechte weersomstandigheden gereden, evenals de laatste tijdtraining. Het regende in de nacht van 18 op 19 juli en het bleef ook de hele dag regenen. De beste kwalificatietijden werden met droog weer geregistreerd. Voor het eerst in de geschiedenis stonden twee broers op poleposition: Christian Sarron in de 500cc-klasse en Dominique Sarron in de 250cc-klasse. Reinhold Roth ging na de Franse Grand Prix aan de leiding van het 250cc-wereldkampioenschap, maar won de eerste WK-race van zijn carrière.

## 500 cc-klasse

### De training
Christian Sarron had met zijn fabrieks-Yamaha YZR 500 nog geen goede prestaties geleverd, maar in zijn thuisrace reed hij de snelste trainingstijd. Yamaha had geprofiteerd van het uitvallen van de GP van België en de tijd gebruikt om nieuwe cilinders en uitlaten te ontwikkelen. Desondanks wist Wayne Gardner zijn Honda NSR 500 op de tweede startplaats te zetten. Ron Haslam trainde de hele week met de nieuwe, experimentele ELF 4, maar had voortdurend remproblemen en reed slechts de vijftiende tijd. Uiteindelijk zette hij in overleg met teammanager Serge Rosset en het management van Elf Aquitaine (en waarschijnlijk enige druk van HRC) zijn ELF-HRC-Honda NSR 500 in, maar toen was het al te nat om zijn tijd nog te verbeteren. 

#### Trainingstijden
| Pos | Coureur          | Merk                        | Tijd    |
| --- | ---------------- | --------------------------- | ------- |
| 1.  | Christian Sarron | Gauloises-Sonauto-Yamaha    | 1"42'38 |
| 2.  | Wayne Gardner    | Rothmans-HRC-Honda          | 1"42'97 |
| 3.  | Eddie Lawson     | Agostini-Marlboro-Yamaha    | 1"43'13 |
| 4.  | Niall Mackenzie  | Gallina-HB-HRC-Honda        | 1"43'14 |
| 5.  | Kevin Schwantz   | Suzuki                      | 1"43'84 |
| 6.  | Kenny Irons      | Heron-Suzuki                | 1"43'91 |
| 7.  | Randy Mamola     | Roberts-Lucky Strike-Yamaha | 1"43'95 |
| 8.  | Raymond Roche    | Bastos-Cagiva               | 1"43'99 |
| 9.  | Rob McElnea      | Agostini-Marlboro-Yamaha    | 1"44'26 |
| 10. | Richard Scott    | Roberts-Lucky Strike-Yamaha | 1"44'27 |

### De race
In de natte race profiteerde Randy Mamola optimaal van het feit dat Roberts-Lucky Strike-Yamaha het enige team met Dunlop-regenbanden was. Hij nam meteen de leiding en had op de finish 34 seconden voorsprong op Pierfrancesco Chili. Die profiteerde weer van de soepele vermogensafgifte van zijn driecilinder Honda NS 500 in vergelijking met de viercilinders. Hij reed net als de rest van het veld met Michelin-banden, maar had voor een afwijkende compound gekozen en daarmee sloeg hij de aanvallen van Christian Sarron en Wayne Gardner af. De overige Honda-coureurs hadden grote moeite met het vermogen van hun Honda NSR 500's en Gardner was dan ook blij met de acht punten van de vierde plaats. De Suzuki-rijders deden het goed: Kevin Schwantz viel al in de eerste ronde maar reed zonder rechter voetsteun naar de negende plaats en Kenny Irons zat vlak achter Gardner toen hij een foutje maakte, maar werd toch nog zesde. Eddie Lawson was in de training nog blij geweest met het extra vermogen van zijn Yamaha YZR 500, maar viel al in de tweede ronde.

#### Uitslag 500cc-klasse
| Pos | Coureur             | Merk                        | Tijd       | Grid | Punten |
| --- | ------------------- | --------------------------- | ---------- | ---- | ------ |
| 1   | Randy Mamola        | Roberts-Lucky Strike-Yamaha | 58"43'50   | 7    | 15     |
| 2   | Pierfrancesco Chili | Gallina-HB-HRC-Honda        | 59"17'68   | 12   | 12     |
| 3   | Christian Sarron    | Gauloises-Sonauto-Yamaha    | 59"24'14   | 1    | 10     |
| 4   | Wayne Gardner       | Rothmans-HRC-Honda          | 59"27'69   | 2    | 8      |
| 5   | Ron Haslam          | ELF-HRC-Honda               | 59"33'75   | 15   | 6      |
| 6   | Kenny Irons         | Heron-Suzuki                | 59"49'52   | 6    | 5      |
| 7   | Niall Mackenzie     | Gallina-HB-HRC-Honda        | 1:00"17'03 | 4    | 4      |
| 8   | Shunji Yatsushiro   | Rothmans-HRC-Honda          | 1:00"22'35 | 11   | 3      |
| 9   | Kevin Schwantz      | Suzuki                      | 1:00"22'89 | 5    | 2      |
| 10  | Roger Burnett       | Rothmans-HRC-Honda          | 1:00"41'37 | 14   | 1      |
| 11  | Marco Gentile       | Lucky Strike-Fior-Honda     | +1 ronde   | 16   |        |
| 12  | Manfred Fischer     | Honda                       | +1 ronde   | 20   |        |
| 13  | Simon Buckmaster    | Duckhams-Honda              | +1 ronde   | 26   |        |
| 14  | Silvo Habat         | Honda                       | +1 ronde   | 29   |        |
| 15  | Maarten Duyzers     | HDJ-Honda                   | +2 ronden  | 28   |        |
| 16  | Vittorio Scatola    | Paton                       | +2 ronden  | 23   |        |
| 17  | Daniel Amatriaín    | Honda                       | +2 ronden  | 27   |        |
| 18  | Daniel Pauget       | Honda                       | +2 ronden  | 36   |        |
| 19  | Rachel Nicotte      | Suzuki                      | +2 ronden  | 31   |        |
| 20  | Ian Pratt           | Suzuki                      | +2 ronden  | 35   |        |
| 21  | Alan Jeffry         | Suzuki                      | +3 ronden  | 32   |        |
| 22  | Louis-Luc Maisto    | Honda                       | +3 ronden  | 25   |        |

#### Niet gefinisht
| Coureur             | Merk                        | Oorzaak | Grid |
| ------------------- | --------------------------- | ------- | ---- |
| Fabio Barchitta     | Honda                       |         | 24   |
| Kees van der Endt   | Honda                       | Val     | 33   |
| Hervé Guilleux      | Fior-SNCF-Honda             |         | 19   |
| Bruno Kneubühler    | Honda                       |         | 22   |
| Eddie Lawson        | Agostini-Marlboro-Yamaha    | Val     | 3    |
| Andreas Leuthe      | Honda                       |         | 30   |
| Rob McElnea         | Agostini-Marlboro-Yamaha    | Val     | 9    |
| Wolfgang von Muralt | Suzuki                      | Val     | 17   |
| Didier de Radiguès  | Bastos-Cagiva               |         | 13   |
| Gustav Reiner       | Hein Gericke-Honda          |         | 18   |
| Ari Rämö            | Honda                       |         | 34   |
| Raymond Roche       | Bastos-Cagiva               |         | 8    |
| Richard Scott       | Roberts-Lucky Strike-Yamaha |         | 10   |
| Alessandro Valesi   | Iberna-Honda                |         | 21   |

#### Niet gekwalificeerd
| Coureur         | Merk                     | Oorzaak  |
| --------------- | ------------------------ | -------- |
| Ray Swann       | Honda                    |          |
| Rolf Aljes      | Suzuki                   |          |
| Tadahiko Taira  | Agostini-Marlboro-Yamaha | Blessure |
| Stelio Marmaras | Suzuki                   |          |

#### Niet deelgenomen
| Coureur         | Merk                        | Oorzaak  |
| --------------- | --------------------------- | -------- |
| Freddie Spencer | HRC-Honda                   | Blessure |
| Mike Baldwin    | Roberts-Lucky Strike-Yamaha | Blessure |

### Top tien tussenstand 500cc-klasse
| Pos | Coureur             | Merk                        | Ptn |
| --- | ------------------- | --------------------------- | --- |
| 1   | Wayne Gardner       | Rothmans-HRC-Honda          | 93  |
| 2   | Randy Mamola        | Roberts-Lucky Strike-Yamaha | 81  |
| 3   | Eddie Lawson        | Agostini-Marlboro-Yamaha    | 64  |
| 4   | Ron Haslam          | ELF-HRC-Honda               | 60  |
| 5   | Pierfrancesco Chili | Gallina-HB-HRC-Honda        | 37  |
| 6   | Tadahiko Taira      | Agostini-Marlboro-Yamaha    | 28  |
| 6   | Rob McElnea         | Agostini-Marlboro-Yamaha    | 28  |
| 8   | Niall Mackenzie     | Gallina-HB-HRC-Honda        | 27  |
| 9   | Christian Sarron    | Gauloises-Sonauto-Yamaha    | 25  |
| 10  | Roger Burnett       | Rothmans-HRC-Honda          | 16  |

## 250 cc-klasse

### De training
Na een tegenvallende eerste seizoenshelft reed Dominique Sarron zich naar de eerste startplaats in Frankrijk. Ook Martin Wimmer deed het met de tweede startpositie goed, want het was inmiddels bekend dat zijn Yamaha YZR 250 niet echt opgewassen was tegen de Honda NSR 250's, waarmee Sarron reed, maar ook Reinhold Roth (derde startplaats), Toni Mang (vierde startplaats) en Jacques Cornu (vijfde startplaats). Opvallend was de achtste startplaats van Manfred Herweh, die als privérijder met een Honda RS 250-productieracer reed. 

#### Trainingstijden
| Pos | Coureur          | Merk                           | Tijd    |
| --- | ---------------- | ------------------------------ | ------- |
| 1.  | Dominique Sarron | Rothmans-HRC-Honda             | 1"46'58 |
| 2.  | Martin Wimmer    | Agostini-Marlboro-Yamaha       | 1"46'69 |
| 3.  | Reinhold Roth    | HB-Römer-HRC-Honda             | 1"46'71 |
| 4.  | Toni Mang        | Rothmans-HRC-Honda Deutschland | 1"47'25 |
| 5.  | Jacques Cornu    | Parisienne-HRC-Honda           | 1"47'63 |
| 6.  | Patrick Igoa     | Gauloises-Sonauto-Yamaha       | 1"47'66 |
| 7.  | Carlos Lavado    | HB-Venemotos-Yamaha            | 1"47'66 |
| 8.  | Manfred Herweh   | Levior-Honda                   | 1"47'80 |
| 9.  | Loris Reggiani   | Aprilia-Rotax                  | 1"47'85 |
| 10. | Sito Pons        | Campsa-HRC-Honda               | 1"47'90 |

### De race
Aanvankelijk kon Dominique Sarron niet profiteren van zijn eerste startplaats, want meteen na de start moest hij ervoor kiezen rechtuit te gaan, waardoor een grote groep passeerde, met Reinhold Roth aan de leiding. Roth had voor de race nog verklaard dat hij het in de nattigheid rustig aan zou doen, want hij had tot nu toe geen overwinningen nodig gehad om aan de leiding van het WK te komen. Toch liep hij snel weg van zijn achtervolgers: eerst Carlos Cardús en daarachter een groepje met Toni Mang, Martin Wimmer, Sito Pons, Alberto Puig en Manfred Herweh. Sarron maakte echter snel terrein goed en sloot aan bij deze groep. Puig maakte een fout, maar raapte zijn machine op en reed nog naar de elfde plaats, maar de strijd tussen Mang en Cornu eindigde toen Cornu te laat remde en Mang in zijn val meenam. Intussen stootte Sarron door naar de tweede plaats, waar Cardús tot dat moment tamelijk eenzaam reed. Toen Sarron voorbij was bleef Cardús eenzaam, want de achtervolgende groep had een flinke achterstand. Reinhold Roth won echter met een voorsprong van ruim 15 seconden voor Sarron en Cardús. Roth nam met deze eerste overwinning uit zijn carrière de leiding in het WK weer alleen in handen, net nu Mang tijdens de TT van Assen op gelijke hoogte was gekomen. Enkele privérijders deden het erg goed: behalve Manfred Herweh (zesde) scoorden ook Hans Lindner (zevende), Jean-Philippe Ruggia (achtste) en Donnie McLeod (negende) punten.

#### Uitslag 250cc-klasse
| Pos | Coureur              | Merk                     | Tijd      | Grid | Punten |
| --- | -------------------- | ------------------------ | --------- | ---- | ------ |
| 1   | Reinhold Roth        | HB-Römer-HRC-Honda       | 49"46'33  | 3    | 15     |
| 2   | Dominique Sarron     | Rothmans-HRC-Honda       | 50"01'88  | 1    | 12     |
| 3   | Carlos Cardús        | Nieto-Ducados-HRC-Honda  | 50"08'27  | 11   | 10     |
| 4   | Sito Pons            | Campsa-HRC-Honda         | 50"14'45  | 10   | 8      |
| 5   | Manfred Herweh       | Levior-Honda             | 50"17'22  | 8    | 6      |
| 6   | Hans Lindner         | Honda                    | 50"21'01  | 24   | 5      |
| 7   | Loris Reggiani       | Aprilia-Rotax            | 50"28'88  | 9    | 4      |
| 8   | Jean-Philippe Ruggia | Gauloises-Sonauto-Yamaha | 50"33'04  | 15   | 3      |
| 9   | Donnie McLeod        | EMC-Rotax                | 50"33'40  | 16   | 2      |
| 10  | Martin Wimmer        | Agostini-Marlboro-Yamaha | 50"59'17  | 2    | 1      |
| 11  | Alberto Puig         | JJ Cobas-Rotax           | 51"06'88  | 17   |        |
| 12  | Hervé Duffard        | Honda                    | 51"12'05  | 31   |        |
| 13  | Urz Luzi             | Honda                    | 51"16'11  | 28   |        |
| 14  | Andreas Preining     | Rotax                    | 51"19'83  | 35   |        |
| 15  | Luca Cadalora        | Agostini-Marlboro-Yamaha | +1 ronde  | 23   |        |
| 16  | Gary Cowan           | Honda                    | +1 ronde  | 36   |        |
| 17  | Bruno Bonhuil        | Honda                    | +1 ronde  | 27   |        |
| 18  | Nedy Crotta          | Rotax                    | +1 ronde  | 33   |        |
| 19  | René Delaby          | Yamaha                   | +1 ronde  | 32   |        |
| 20  | Englebert Neumair    | Rotax                    | +1 ronde  | 34   |        |
| 21  | Christian Boudinot   | Fior                     | +2 ronden | 20   |        |
| 22  | Alain Bronec         | Honda                    | +3 ronden | 29   |        |

#### Niet gefinisht
| Coureur              | Merk                           | Oorzaak | Grid |
| -------------------- | ------------------------------ | ------- | ---- |
| Guy Bertin           | Honda                          |         | 13   |
| Jean-François Baldé  | Honda                          |         | 22   |
| Stefano Caracchi     | Honda                          |         | 25   |
| Javier Cardelús      | JJ Cobas-Rotax                 |         | 26   |
| Harald Eckl          | Honda                          |         | 21   |
| Jean Foray           | Yamaha                         |         | 30   |
| Patrick Igoa         | Gauloises-Sonauto-Yamaha       |         | 6    |
| Carlos Lavado        | HB-Venemotos-Yamaha            | Opgave  | 7    |
| Jacques Cornu        | Parisienne-HRC-Honda           | Val     | 5    |
| Toni Mang            | Rothmans-HRC-Honda Deutschland | Val     | 4    |
| Stéphane Mertens     | Katayama-Armstrong-HRC-Honda   | Val     | 12   |
| Jean-Michel Mattioli | Yamaha                         |         | 14   |
| Iván Palazzese       | Yamaha                         |         | 18   |
| Jochen Schmid        | Yamaha                         |         | 19   |

#### Niet deelgenomen
| Coureur      | Merk           | Oorzaak  |
| ------------ | -------------- | -------- |
| Juan Garriga | Ducados-Yamaha | Blessure |

#### Niet gekwalificeerd
| Coureur                | Merk         |
| ---------------------- | ------------ |
| Didier Bordeaux        | Yamaha       |
| Marcellino Lucchi      | Honda        |
| Bernard Haenggeli      | Yamaha       |
| Urs Jucker             | Yamaha       |
| Jean-Louis Guignabodet | Honda        |
| Richard Gauthier       | Yamaha       |
| Bruno Sparza           | Honda        |
| Alberto Rota           | Honda        |
| Etienne Quartararo     | Honda        |
| Siegfried Minich       | Honda        |
| Michel Galbit          | JBB          |
| Fausto Ricci           | Iberna-Honda |
| Philippe Pagano        | Yamaha       |

### Top tien tussenstand 250cc-klasse
| Pos | Coureur          | Merk                           | Ptn |
| --- | ---------------- | ------------------------------ | --- |
| 1   | Reinhold Roth    | HB-Römer-HRC-Honda             | 82  |
| 2   | Toni Mang        | Rothmans-HRC-Honda Deutschland | 67  |
| 3   | Sito Pons        | Campsa-HRC-Honda               | 53  |
| 4   | Jacques Cornu    | Parisienne-HRC-Honda           | 42  |
| 5   | Dominique Sarron | Rothmans-HRC-Honda             | 39  |
| 6   | Carlos Cardús    | Nieto-Ducados-HRC-Honda        | 36  |
| 7   | Martin Wimmer    | Agostini-Marlboro-Yamaha       | 35  |
| 8   | Carlos Lavado    | HB-Venemotos-Yamaha            | 30  |
| 9   | Loris Reggiani   | Aprilia-Rotax                  | 28  |
| 10  | Juan Garriga     | Ducados-Yamaha                 | 23  |

## 125 cc-klasse

### De training
In de 125cc-race waren er bij de top tien niet veel verrassingen, met beide Garelli's (Fausto Gresini en Bruno Casanova) op de eerste plaatsen, gevolgd door de MBA's van Paolo Casoli en Andrés Sánchez uit het semi-fabrieksteam van Paolo Pileri. Buiten de top tien was er wel een verrassing: Ezio Gianola kwalificeerde zich als dertiende met de eencilinder-Honda RS 125. 

#### Trainingstijden
| Pos | Coureur            | Merk                   | Tijd    |
| --- | ------------------ | ---------------------- | ------- |
| 1.  | Fausto Gresini     | FMI-Garelli            | 1"52'48 |
| 2.  | Bruno Casanova     | FMI-Garelli            | 1"52'76 |
| 3.  | Paolo Casoli       | Pileri-AGV-LCR-MBA     | 1"54'35 |
| 4.  | Andrés Sánchez     | Pileri-Ducados-LCR-MBA | 1"55'22 |
| 5.  | Corrado Catalano   | MBA                    | 1"55'60 |
| 6.  | Pier Paolo Bianchi | MBA                    | 1"55'78 |
| 7.  | Adi Stadler        | MBA                    | 1"55'78 |
| 8.  | Mike Leitner       | MBA                    | 1"55'90 |
| 9.  | Thierry Feuz       | LCR-MBA                | 1"56'22 |
| 10. | Lucio Pietroniro   | Johnson-MBA            | 1"56'46 |

### De race
De 125cc-klasse opende de Grand Prix van Frankrijk in de stromende regen, met niet minder dan 17 valpartijen als gevolgd. Daar had Fausto Gresini geen last van, want hij leidde vanaf de eerste ronde voor Bruno Casanova, Andrés Sánchez, Paolo Casoli, Ezio Gianola, Pier Paolo Bianchi, Thierry Feuz en Johnny Wickström. Bianchi, Casoli en Feuz vielen echter, evenals Jussi Hautaniemi, Jean-Claude Selini, Esa Kytölä, Håkan Olsson, Lucio Pietroniro, Olivier Liégeois en Claudio Macciotta. Liégeois, Olsson en Macciotta konden hun machines weer oprapen, maar Macciotta viel daarna nog eens, nu definitief. Intussen reden de Garelli's op kop, maar Ezio Gianola kon in de regen het gebrek aan vermogen van zijn eencilinder compenseren en volgde. Toen Casanova een fout maakte en viel nam hij zelfs de tweede plaats in achter Gresini. Casanova werd uiteindelijk toch nog derde, voor Mike Leitner, die met zijn privé-MBA de fabrieksrijders voor wist te blijven.

#### Uitslag 125cc-klasse
| Pos | Coureur            | Merk                   | Tijd      | Grid | Punten |
| --- | ------------------ | ---------------------- | --------- | ---- | ------ |
| 1   | Fausto Gresini     | FMI-Garelli            | 47"37'84  | 1    | 15     |
| 2   | Ezio Gianola       | FMI-Honda              | 48"20'76  | 13   | 12     |
| 3   | Bruno Casanova     | FMI-Garelli            | 48"33'34  | 2    | 10     |
| 4   | Mike Leitner       | MBA                    | 48"43'61  | 8    | 8      |
| 5   | Paolo Casoli       | Pileri-AGV-LCR-MBA     | 48"57'33  | 3    | 6      |
| 6   | Johnny Wickström   | MBA                    | 49"15'80  | 15   | 5      |
| 7   | Domenico Brigaglia | Pileri-AGV-LCR-MBA     | 49"22'50  | 17   | 4      |
| 8   | Olivier Liégeois   | Assmex-MBA             | 49"34'36  | 12   | 3      |
| 9   | Gastone Grassetti  | MBA                    | 49"48'98  | 18   | 2      |
| 10  | Flemming Kistrup   | MBA                    | 49"57'19  | 19   | 1      |
| 11  | Adi Stadler        | MBA                    | +1 ronde  | 7    |        |
| 12  | Willy Pérez        | MBA                    | +1 ronde  | 11   |        |
| 13  | Allan Scott        | EMC                    | +1 ronde  | 36   |        |
| 14  | Håkan Olsson       | Starol                 | +1 ronde  | 21   |        |
| 15  | Ivan Troisi        | MBA                    | +1 ronde  | 25   |        |
| 16  | Michel Escudier    | MBA                    | +1 ronde  | 26   |        |
| 17  | Denis Longueville  | MBA                    | +1 ronde  | 31   |        |
| 18  | Andrés Sánchez     | Pileri-Ducados-LCR-MBA | +2 ronden | 4    |        |
| 19  | Laurent Chapeau    | MBA                    | +3 ronden | 34   |        |

#### Niet gefinisht
| Coureur                | Merk             | Oorzaak | Grid |
| ---------------------- | ---------------- | ------- | ---- |
| Robin Appleyard        | MBA              |         | 33   |
| Christian Le Badezet   | MBA              |         | 22   |
| Pier Paolo Bianchi     | MBA              | Val     | 6    |
| Paul Bordes            | MBA              |         | 30   |
| Corrado Catalano       | MBA              |         | 5    |
| Thierry Feuz           | LCR-MBA          | Val     | 9    |
| Jussi Hautaniemi       | Pennzoil-LCR-MBA | Val     | 16   |
| Fernando Gonzales      | JJ Cobas-Rotax   |         | 35   |
| Bady Hassaine          | MBA              |         | 14   |
| Jacques Hutteau        | MBA              |         | 23   |
| Esa Kytölä             | MBA              | Val     | 24   |
| Ian McConnachie        | MBA              |         | 28   |
| Claudio Macciotta      | MBA              | Val     | 29   |
| Lucio Pietroniro       | Johnson-MBA      | Val     | 10   |
| Gilles Payraudeau      | MBA              |         | 27   |
| Thomas Møller-Pedersen | MBA              |         | 32   |
| Jean-Claude Selini     | MBA              | Val     | 20   |

#### Niet gekwalificeerd
| Coureur              | Merk    | Oorzaak            |
| -------------------- | ------- | ------------------ |
| Robert Milton        | MBA     |                    |
| Pascal Serra         | Honda   |                    |
| Jan Eggens           | LCR-EGA | Blessure           |
| Philippe Souliez     | MBA     |                    |
| Hans Spaan           | MBA     | Gescheurde uitlaat |
| Helmut Hovenga       | Seel    |                    |
| Steve Mason          | MBA     |                    |
| Peter Sommer         | MBA     |                    |
| Alexandre Laranjeira | Yamaha  |                    |
| Dave Brown           | MBA     |                    |

#### Niet deelgenomen
| Coureur        | Merk       | Oorzaak  |
| -------------- | ---------- | -------- |
| August Auinger | Bartol-MBA | Blessure |
| Ton Spek       | MBA        | Blessure |

### Top tien tussenstand 125cc-klasse
| Pos | Coureur            | Merk                   | Ptn |
| --- | ------------------ | ---------------------- | --- |
| 1   | Fausto Gresini     | FMI-Garelli            | 90  |
| 2   | Bruno Casanova     | FMI-Garelli            | 66  |
| 3   | August Auinger     | Bartol-MBA             | 42  |
| 4   | Domenico Brigaglia | Pileri-AGV-LCR-MBA     | 36  |
| 4   | Paolo Casoli       | Pileri-AGV-LCR-MBA     | 36  |
| 6   | Pier Paolo Bianchi | MBA                    | 26  |
| 7   | Andrés Sánchez     | Pileri-Ducados-LCR-MBA | 18  |
| 8   | Ezio Gianola       | FMI-Honda              | 17  |
| 9   | Mike Leitner       | MBA                    | 14  |
| 10  | Thierry Feuz       | LCR-MBA                | 11  |

## Zijspanklasse

### De Training
Rolf Biland/Kurt Waltisperg reden net als in Assen de snelste trainingstijd, voor Steve Webster/Tony Hewitt en Alain Michel/Jean-Marc Fresc. Egbert Streuer en Bernard Schnieders reden slechts de vijfde tijd, maar waren in de vrije training al een seconde sneller geweest en maakten zich daarover geen zorgen. 

#### Trainingstijden
| Pos | Coureur          | Bakkenist          | Merk                    | Tijd    |
| --- | ---------------- | ------------------ | ----------------------- | ------- |
| 1.  | Rolf Biland      | Kurt Waltisperg    | LCR-Krauser             | 1"47'72 |
| 2.  | Steve Webster    | Tony Hewitt        | LCR-Krauser             | 1"48'63 |
| 3.  | Alain Michel     | Jean-Marc Fresc    | ELF-LCR-Krauser         | 1"48'63 |
| 4.  | Markus Egloff    | Urs Egloff         | LCR-Yamaha              | 1"49'88 |
| 5.  | Egbert Streuer   | Bernard Schnieders | Lucky Strike-LCR-Yamaha | 1"49'91 |
| 6.  | Rolf Steinhausen | Bruno Hiller       | Busch-Yamaha            | 1"50'83 |
| 7.  | Masato Kumano    | Markus Fährni      | LCR-Yamaha              | 1"50'95 |
| 8.  | Derek Jones      | Brian Ayres        | LCR-Yamaha              | 1"51'07 |
| 9.  | Alfred Zurbrügg  | Simon Birchall     | LCR-Yamaha              | 1"51'44 |
| 10. | Pascal Larratte  | Jacques Corbier    | LCR-Yamaha              | 1"51'47 |

### De race
Op de startlijn zette Alain Michel zo dicht naast die van Steve Webster dat Egbert Streuer en niet tussendoor zou kunnen. Dat was zijn wraakoefening voor de start bij de TT van Assen, waar Streuer hetzelfde zou hebben gedaan. Het zou Michel niet helpen. Rolf Biland/Kurt Waltisperg waren als snelste weg, achtervolgd door Webster/Hewitt, Michel/Fresc, de gebroeders Markus en Urs Egloff en Streuer/Schnieders. De gebroeders Egloff vlogen al snel een grintbak in en Webster verremde zich, waardoor Michel tweede werd. Webster bleef echter vóór Streuer/Schnieders, die op dat moment nog last hadden van een slecht lopende motor. De motor van Alain Michel liep waarschijnlijk ook niet goed, want hij werd teruggepakt door Webster, die er vervolgens nog een keer rechtdoor ging en nu ook achter Streuer terechtkwam. Streuer kon in het tweede deel van de race Michel gemakkelijk inhalen en dat lukte Webster ook weer. Webster was absoluut sneller, maar Streuer sloeg een laatste aanval af en werd bijna 15 seconden na Biland/Waltisperg tweede, voor Webster. Daarmee was het wereldkampioenschap weer wat spannender, want Streuer/Schnieders hadden nog maar 9 punten achterstand op Webster/Hewitt en 1 punt voorsprong op Michel/Fresc.

#### Uitslag zijspanklasse
| Pos | Coureur            | Bakkenist          | Merk                    | Tijd     | Punten |
| --- | ------------------ | ------------------ | ----------------------- | -------- | ------ |
| 1   | Rolf Biland        | Kurt Waltisperg    | LCR-Krauser             | 45"47'15 | 15     |
| 2   | Egbert Streuer     | Bernard Schnieders | Lucky Strike-LCR-Yamaha | 46"01'95 | 12     |
| 3   | Steve Webster      | Tony Hewitt        | LCR-Krauser             | 46"03'22 | 10     |
| 4   | Alain Michel       | Jean-Marc Fresc    | ELF-LCR-Krauser         | 46"15'39 | 8      |
| 5   | Derek Jones        | Brian Ayres        | LCR-Yamaha              | 46"58'02 | 6      |
| 6   | Yoshisada Kumagaya | Brian Barlow       | Windle-Yamaha           | 47"19'20 | 5      |
| 7   | Theo van Kempen    | Geral de Haas      | LCR-Yamaha              | 47"23'36 | 4      |
| 8   | Steve Abbott       | Shaun Smith        | Windle-Yamaha           | 47"26'21 | 3      |
| 9   | Alfred Zurbrügg    | Simon Birchall     | LCR-Yamaha              | 47"36'47 | 2      |
| 10  | Bernd Scherer      | Wolfgang Gess      | BRS-Yamaha              | 47"38'79 | 1      |
| 11  | Wolfgang Stropek   | Hans-Peter Demling | LCR-Krauser             | +1 ronde |        |
| 12  | René Progin        | Yvan Hunziker      | Seymaz-Krauser          | +1 ronde |        |
| 13  | Pascal Larratte    | Jacques Corbier    | LCR-Yamaha              | +1 ronde |        |
| 14  | Ray Gardner        | Tony Stevens       | LCR-Yamaha              | +1 ronde |        |
| 15  | Graham Gleeson     | Iain Colquhoun     | LCR-Yamaha              | +1 ronde |        |
| 16  | Yvan Nigrowski     | Frédéric Meunier   | Seymaz-Yamaha           | +1 ronde |        |
| 17  | Jean-Louis Millet  | Claude Debroux     | Seymaz-Yamaha           | +1 ronde |        |
| 18  | Dennis Bingham     | Julia Bingham      | Padgett's-LCR-Yamaha    | +1 ronde |        |

#### Niet gefinisht
| Coureur          | Bakkenist     | Merk         | Oorzaak | Grid |
| ---------------- | ------------- | ------------ | ------- | ---- |
| Markus Egloff    | Urs Egloff    | LCR-Yamaha   | Ongeval | 4    |
| Rolf Steinhausen | Bruno Hiller  | Busch-Yamaha |         | 6    |
| Masato Kumano    | Markus Fährni | LCR-Yamaha   |         | 7    |

### Top tien tussenstand zijspanklasse
| Pos | Coureur            | Bakkenist                                    | Merk                    | Ptn. |
| --- | ------------------ | -------------------------------------------- | ----------------------- | ---- |
| 1   | Steve Webster      | Tony Hewitt                                  | LCR-Krauser             | 60   |
| 2   | Egbert Streuer     | Bernard Schnieders                           | Lucky Strike-LCR-Yamaha | 51   |
| 3   | Alain Michel       | Jean-Marc Fresc                              | ELF-LCR-Krauser         | 50   |
| 4   | Rolf Biland        | Kurt Waltisperg                              | LCR-Krauser             | 38   |
| 5   | Alfred Zurbrügg    | Martin Zurbrügg Andreas Räcke Simon Birchall | LCR-Yamaha              | 21   |
| 6   | Steve Abbott       | Shaun Smith                                  | Windle-Yamaha           | 19   |
| 7   | Theo van Kempen    | Geral de Haas                                | Lucky Strike-LCR-Yamaha | 14   |
| 7   | Derek Jones        | Simon Birchall en Brian Ayres                | LCR-Yamaha              | 14   |
| 9   | Masato Kumano      | Andreas Räcke en Markus Fährni               | LCR-Yamaha              | 10   |
| 9   | Yoshisada Kumagaya | Brian Barlow en Wilson                       | Windle-Yamaha           | 10   |

## Trivia

### Hans Spaan
Hans Spaan en Ian McConnachie kwamen uit in de 80cc-klasse, die in Frankrijk niet aan de start kwam. Toch waren ze er allebei, want voor MBA testten ze de nieuwe eencilinder voor het seizoen 1988. Spaan had het hele seizoen al zo'n eencilinder, maar in Le Mans zou een vernieuwde machine mét een monteur voor hem klaar staan. De monteur was er niet, de machine wel, vrijwel onbruikbaar omdat de stroomlijnkuip het voorwiel raakte en omdat ze slechter stuurde dan de oude. Spaan kwalificeerde zich niet omdat tijdens de droge (en snelste) training zijn uitlaat scheurde. De nieuwe MBA moest terug naar Italië, omdat MBA een nieuwe directeur had gekregen die de race-activiteiten onmiddellijk had beëindigd. 

### Rolf Biland
Rolf Biland had zijn kansen op de wereldtitel nog niet helemaal opgegeven. In Spanje was hij uitgevallen en in Duitsland had hij zich niet gekwalificeerd, maar in Oostenrijk had hij gewonnen. Voor de race in Frankrijk had hij technische ondersteuning gezocht bij tuner Harald Bartol en een week na de Franse Grand Prix won hij een internationale race op de Nürburgring, waar hij eigenlijk aan deelnam om nieuwe uitlaten te testen. 

### ELF 4
De ELF 4 was een Frans project van André de Cortanze en Serge Rosset, die een racemotor wilden bouwen met enkelzijdige voor- en achterwielophanging. Het werd gesteund door olieproducent Elf Aquitaine, maar ook door Honda, dat geïnteresseerd was in de techniek (en die later ook zou kopen o.a. voor de Honda NTV 650). Zolang de machine nog niet racerijp was kreeg het team de beschikking over een fabrieks-Honda NSR 500, maar men wilde uiteraard graag in Frankrijk debuteren in de race. Dat lukte niet door problemen met de zeer grote enkele schijfrem in het voorwiel. Ron Haslam startte met de NSR 500 en werd vijfde in de race.
1920 · 1921 · 1922 · 1923 · 1924 · 1925 · 1926 · 1927 · 1928 · 1929 · 1930 · 1931 · 1932 · 1933 · 1935 · 1936 · 1937 · 1938 · 1939 · 1949 · 1951 ·  1953 · 1954 · 1955 · 1958 · 1959 · 1960 · 1961 · 1962 · 1963 · 1964 · 1965 · 1966 · 1967 · 1969 · 1970 · 1972 · 1973 · 1974 · 1975 · 1976 · 1977 · 1978 · 1979 · 1980 · 1981 · 1982 · 1983 · 1984 · 1985 · 1986 · 1987 · 1988 · 1989 · 1990 · 1991 · 1992 · 1994 · 1995 · 1996 · 1997 · 1998 · 1999 · 2000 · 2001 · 2002 · 2003 · 2004 · 2005 · 2006 · 2007 · 2008 · 2009 · 2010 · 2011 · 2012 · 2013 · 2014 · 2015 · 2016 · 2017 · 2018 · 2019 · 2020 · 2021 · 2022 · 2023 · 2024 · 2025